# 史考特·海蘭茲
史考特·海蘭茲·道格拉斯（英語：Scott Hylands Douglas，1943年—），加拿大男演員及導演，主要出演加拿大和美國的作品；被評論家稱為「加拿大偉大的演員之一」。著名演出作品如電影《大地震》（1974年）、《迷幻黑彩虹》（2010年）以及電視劇《霹靂夜》（1985年至1989年）和《泰坦尼克号》（1996年）。

## 早年
史考特·海蘭茲生於1943年艾伯塔省萊斯布里奇。母親露絲·道格拉斯（Ruth Douglas，1913年至2005年）的娘家姓為懷特（White），是一名公共衛生護士，後來成為數學教師；父親華特·諾曼·道格拉斯（Walter Norman Douglas）在1945年二戰期間陣亡。海蘭茲在不列顛哥倫比亞省溫哥華長大並接受教育，就讀肖尼根湖學校；隨後就讀不列顛哥倫比亞大學並於1964年畢業。他最初學習動物學，直到大學時開始改學習戲劇藝術專業。
大學畢業後，他離開加拿大前往美國紐約從事演藝事業，首次演出是在非百老匯製作的喜劇《说谎者比利》中擔任主角。

## 個人生活
2021年，78歲的海蘭茲表示無意退休，並繼續從事演藝事業，直到因健康問題而退休。同年，就在女兒婚禮前不久，海蘭茲被診斷出患有急性骨髓性白血病。海蘭茲化療所需的藥物為備受好評但價格昂貴的Venclexta；為此，他的妻子設立了GoFundMe帳戶，用於幫助支付海蘭茲化療的費用。

## 外部連結
- 史考特·海蘭茲在互联网电影资料库（IMDb）上的資料（英文）